# 후지이 미노루
후지이 미노루는 《더 파이팅》에 등장하는 등장인물으로, 투니버스 더빙판 이름은 '차지하'.

## 담당 성우
오노 켄이치 / 정승욱